# Гаплогруппа T2g (мтДНК)
Гаплогруппа T2g — гаплогруппа митохондриальной ДНК человека.

## Субклады
- T2g
  - T2g1
    - T2g1a
    - T2g1b
    -  T2g1c

  - T2g2
    - T2g2a
    -  T2g2b

  - T2g3
    - T2g3a
    -  T2g3b

## Палеогенетика

### Халколит
Гёксюр
- I12487 | MOS329, IE-10-9 __ Марыйский велаят, Туркменистан __ 3500–2800 BCE (5100 BP) __ М __ J > J1a2a1b1 # T2g1b[1].

### Бронзовый век
Культура колоколовидных кубков
- I5656 | RISE920 __ Irlbach (grave 7) __ Ирльбах, Штраубинг-Боген, Нижняя Бавария, Бавария, Германия __ 2500–2000 BCE __ T2g2 > T2g2a[2].

### Железный век
Гандхарская культура
- I12473 __ Katelai (grave 187, Individual 1 (B) in a double burial , 611) __ Сват, Хайбер-Пахтунхва, Пакистан __ 1000–800 BCE (2850 BP) __ М __ R2a3a # T2g[1].

Раннескифская культура
- NOV_9 __ Novozavedennoe 2 (kurgan 12) __ Новозаведенное, Георгиевский район, Ставропольский край, Россия __ 8th–6th c. BCE __ T2g1[3].

Черняховская культура
- MJ-37 | 127 __ Shyshaky (grave 112) __ Шишаки, Миргородский район, Полтавская область, Украина __ 248-406 calCE (1730±30 BP) __ Ж __ T2g1[4].

### Античность
Римская империя
- R72 | t. 83; Anas; Petrosa __ ANAS (Azienda Nazionale Autonoma delle Strada) __ Рим, Лацио, Италия __ 100–300 CE __ Ж __ T2g[5].

## Публикации
2017
- Unterländer M, Palstra F, Lazaridis I; et al. (Март 2017). Ancestry and demography and descendants of Iron Age nomads of the Eurasian Steppe. Nature Communications. 8. doi:10.1038/ncomms14615. PMC 5337992. PMID 28256537. {{cite journal}}: Явное указание et al. в: |author= (справка)Википедия:Обслуживание CS1 (множественные имена: authors list) (ссылка)

2018
- Olalde I, Brace S, Allentoft ME; et al. (Март 2018). The Beaker phenomenon and the genomic transformation of northwest Europe. Nature. 555 (7695): 190–196. doi:10.1038/nature25738. PMC 5973796. PMID 29466337. {{cite journal}}: Явное указание et al. в: |author= (справка)Википедия:Обслуживание CS1 (множественные имена: authors list) (ссылка)

2019
- Järve M, Saag L, Scheib CL; et al. (Июль 2019). Shifts in the Genetic Landscape of the Western Eurasian Steppe Associated with the Beginning and End of the Scythian Dominance. Current Biology. 29 (14): 2430-2441.e10. doi:10.1016/j.cub.2019.06.019. PMID 31303491. {{cite journal}}: Явное указание et al. в: |author= (справка)Википедия:Обслуживание CS1 (множественные имена: authors list) (ссылка)
- Narasimhan V., Patterson N., Moorjani P; et al. (Сентябрь 2019). The formation of human populations in South and Central Asia. Science. 365 (6457). doi:10.1126/science.aat7487. PMC 6822619. PMID 31488661. {{cite journal}}: Явное указание et al. в: |author= (справка)Википедия:Обслуживание CS1 (множественные имена: authors list) (ссылка)
- Antonio ML, Gao Z, Moots HM; et al. (Ноябрь 2019). Ancient Rome: A genetic crossroads of Europe and the Mediterranean. Science. 366 (6466): 708–714. doi:10.1126/science.aay6826. PMC 7093155. PMID 31699931. {{cite journal}}: Явное указание et al. в: |author= (справка)Википедия:Обслуживание CS1 (множественные имена: authors list) (ссылка)